# Onagawa
Onagawa (Japans: 女川町, Onagawa-chō) is een gemeente in het district Oshika  in de Japanse prefectuur Miyagi. Op 1 januari 2011 had de gemeente 9980 inwoners. De bevolkingsdichtheid bedroeg 152 inw./km². De oppervlakte van de gemeente is 65,79 km². Onagawa kreeg op 1 april 1926 het statuut van gemeente (chō). In Onagawa bevindt zich de Kernenergiecentrale Onagawa. Bij de Sendai-zeebeving van 2011 brak er in deze centrale brand uit in het turbinegebouw.
Steden:
Higashimatsushima · Ishinomaki · Iwanuma · Kakuda · Kesennuma · Kurihara · Natori · Ōsaki · Sendai (hoofdstad) · Shiogama · Shiroishi · Tagajō · Tome · Tomiya

Districten:
Igu · Kami · Katta · Kurokawa · Miyagi · Motoyoshi · Oshika · Watari · Toda · Shibata
Gemeenten per district